# Raión de Seván

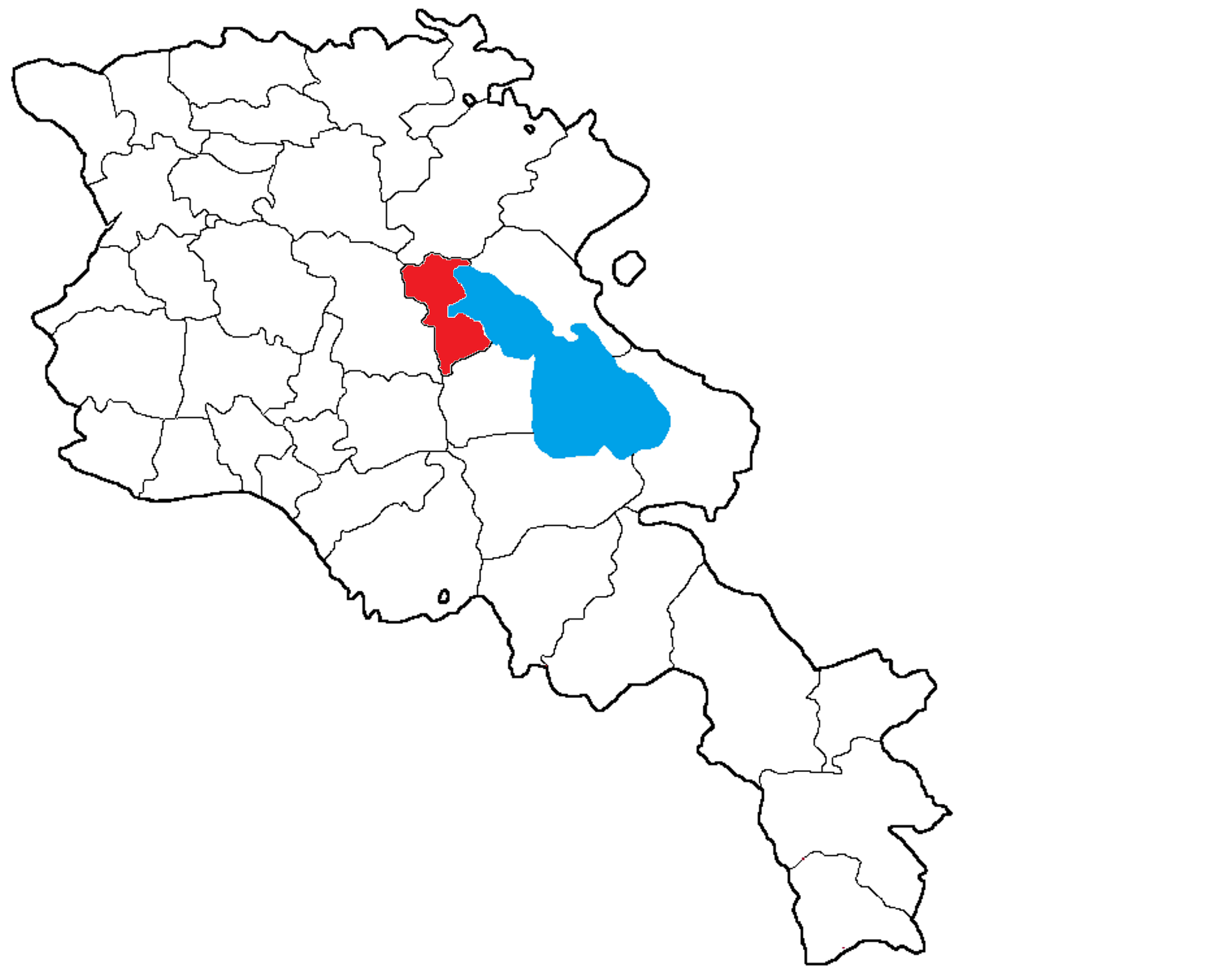
Distrito de Sevan en el mapa de la República Socialista Soviética de Armenia (según la división administrativa de 1989; el territorio del distrito se muestra en rojo).

El raión de Sevák es uno de los cinco raiones que forman la provincia armenia de Gegharkunik. Se encuentra al noroeste de la provincia, con una población a fecha de 12 de octubre de 2011 de 39 776 habitantes.
Está formado por las siguientes localidades:
- Chkalovka 516
- Ddmashen 2806
- Gagarin 1379
- Geghamavan 1721
- Lchashen 4969
- Norashen 475
- Semyonovka 253
- Sevák 19 229
- Tsaghkunk 901
- Tsovagyugh 3943
- Varser 1901
- Zovaber 1683[1]